# Pillnitzer Kamelie

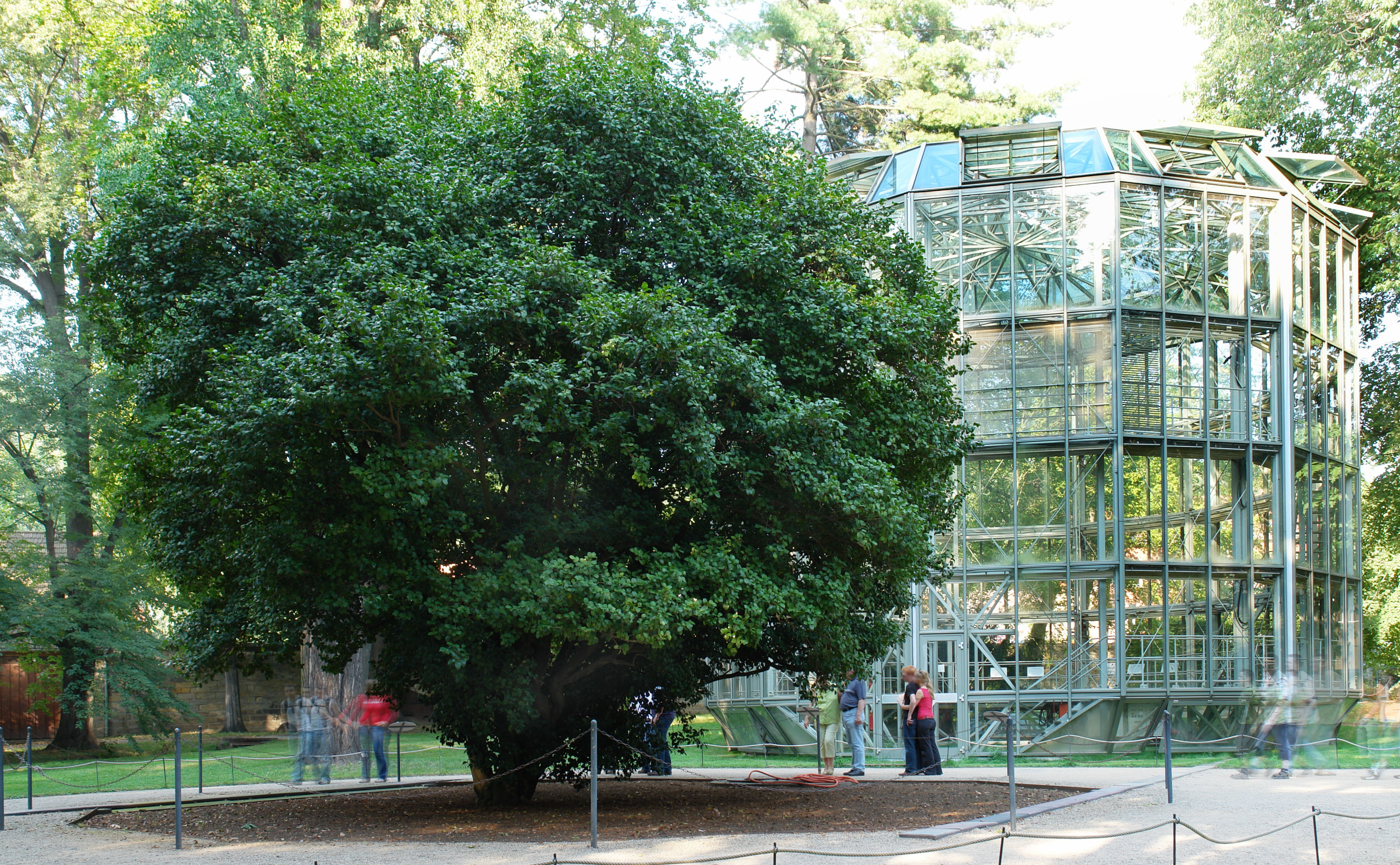
Kamelie mit fahrbarem Gewächshaus

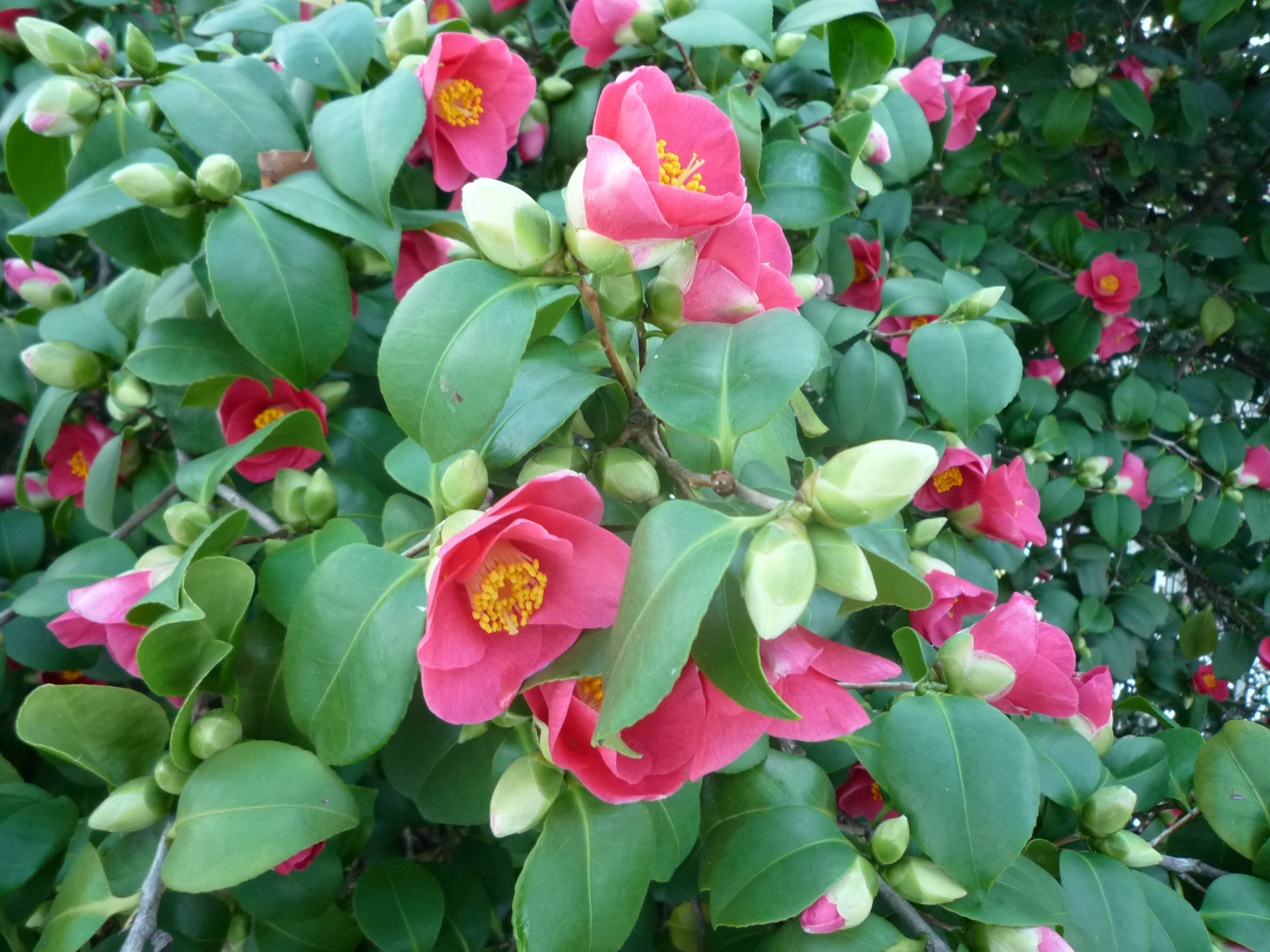
Blüten der Pillnitzer Kamelie

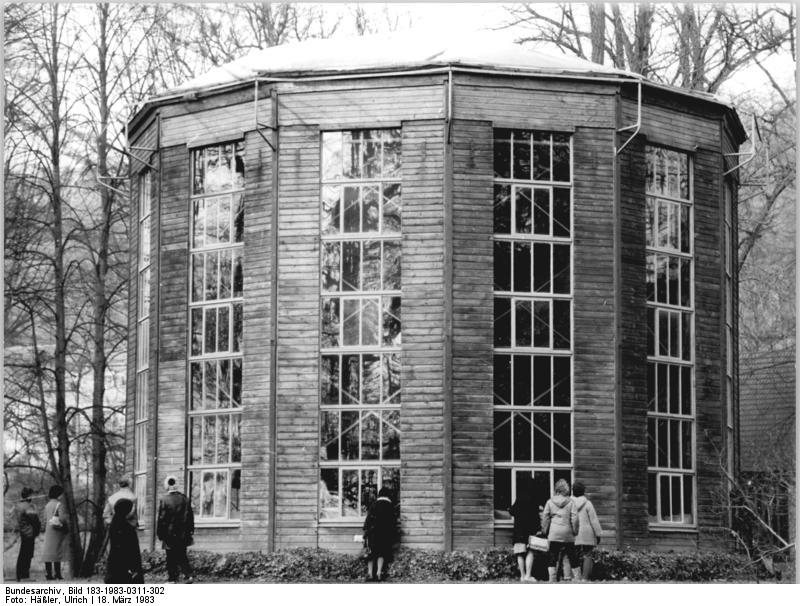
Altes Kamelienhaus, 1983

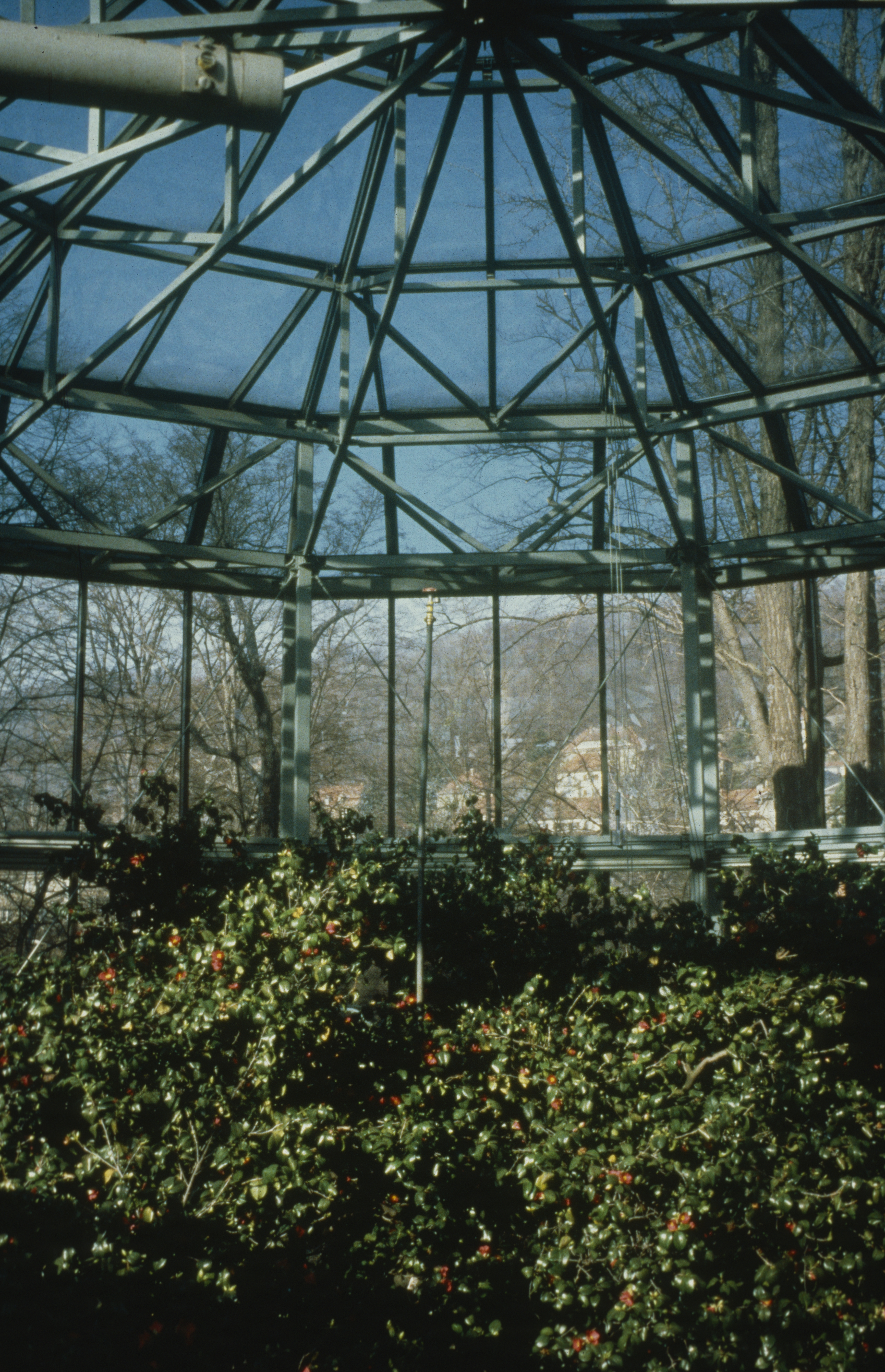
Kamelie im Schutzhaus 1999

Die Pillnitzer Kamelie ist eine der ältesten in Europa befindlichen Kamelien (Camellia japonica). Mittlerweile mindestens 248 Jahre alt, hat sie eine Höhe von etwa 8,90 Metern und einen Durchmesser von fast 11 Metern erreicht. Während ihrer von Februar bis April dauernden Blütezeit erscheinen bis zu 35.000 Blüten. Diese sind von karminroter Farbe, ungefüllt und ohne Duft. Die Pflanze befindet sich im Park des Schlosses Pillnitz und wird vor Frösten durch ein fahrbares Gewächshaus geschützt. Durch die Internationale Kameliengesellschaft (ICS) wurde sie 2025 mit dem Titel "Historische Kamelie" ausgezeichnet.

## Geschichte
Erste Exemplare der in Südost- und Ostasien beheimateten Kamelien wurden bereits im 17. Jahrhundert nach Europa gebracht. Nach einer weitverbreiteten, aber heute zunehmend bezweifelten Legende soll die Pillnitzer Kamelie als eines von vier Exemplaren von Carl Peter Thunberg von seiner Japanreise  1775 bis 1776 nach Kew Gardens in London mitgebracht worden sein. Während eine der vier Pflanzen in London blieb, wurden die übrigen an andere königliche Gärten verschenkt. Ein Exemplar ging nach Schönbrunn, eine weitere wurde dem Berggarten in Hannover-Herrenhausen überreicht und die vierte soll in den 1780er Jahren an den Hof von Dresden gelangt sein. Wenn diese These zuträfe, wäre die Pillnitzer Kamelie das einzige bis heute überlebende Exemplar der vier aus Japan mitgebrachten Kamelien.
1801 wurde sie nachweislich durch den damaligen Gärtnergesellen und späteren Hofgärtner Carl Adolph Terscheck an die Stelle im Park des Schlosses Pillnitz gepflanzt, an der sie sich noch heute befindet. Während man sie anfangs noch im Winter mit Stroh- und Bastmatten bedeckte, wurde sehr bald für die Überwinterung ein beheizbares Winterhaus konstruiert. Anfang Januar 1905 brannte das hölzerne Schutzhaus durch eine Überhitzung des Heizhauses ab. Da das Löschwasser bei den damals herrschenden Temperaturen von ungefähr minus 20 Grad Celsius zu einem schützenden Eisgebilde gefror, überlebte die Pflanze. Sie trieb bereits im folgenden Frühjahr wieder aus.
Im Jahre 1992 wurde für die Pillnitzer Kamelie ein neues, gläsernes Schutzhaus eingeweiht. Dieses 13,2 Meter hohe und 54 Tonnen schwere Haus schützt die Kamelie nun von Oktober bis Mai. Das moderne, 1864 Kubikmeter umfassende fahrbare Gebäude ersetzt eine hölzerne Schutzkonstruktion, welche man zuvor jährlich mit großem Aufwand für die kalte Jahreshälfte um die kostbare Kamelie auf- und abbaute. Es wird auf eine Lufttemperatur von vier bis sechs Grad Celsius geheizt. In der warmen Jahreszeit wird das schützende Winterhaus der Kamelie zur Seite gefahren. Das Glashaus fährt dabei auf nur vier Rädern gestützt auf einer Breitspur, Spurweite 10.800 Millimeter.

## Aktuelle Forschungen
Neuere Forschungen widerlegen zunehmend die bisher vorgebrachte These, wonach die Pillnitzer Kamelie eines der aus Japan von Karl Peter Thunberg mitgebrachten Exemplare sei. Trotz rigoroser Buchführung wurden z. B. in Kew Gardens keine Pflanzen verzeichnet, die von Thunberg gesendet oder übergeben wurden. Gesichert ist jedoch, dass die Pillnitzer Kamelie zwischen 1770 und 1790 an den Dresdner Hof gelangte und hier 1801 eingepflanzt wurde. Auch ist erwiesen, dass sie die älteste europäische Kamelie nördlich der Alpen ist.
Auch wenn die Presse Gegenteiliges berichtete, ist die Herkunft bisher ungeklärt. Eine 2009 festgestellte phänotypische Gleichheit der drei ältesten Kamelien in Europa, die sich in Caserta (Italien), Campobello (Portugal) und Pillnitz befinden, hinsichtlich ihrer morphologisch-botanischen Parameter von Blatt und Blüte sowie molekularen DNA-Marker, weist auf eine vegetative Vermehrung, also über Stecklinge, dieser drei Pflanzen hin. Eine große genetische Ähnlichkeit mit diesen Exemplaren in Italien und Portugal sowie einer Kamelie aus dem botanischen Garten Greifswald wurde ebenfalls in einer weiteren, mehrjährigen Studie der TU Dresden 2015 festgestellt. Auch konnte hier die historische Legende, wonach die Pillnitzer Kamelie von den Gotō-Inseln in Japan stammt, nicht bestätigt werden.